# Konventionen på Åland
Konventionen på Åland kallas det lokala stillestånd gällande Åland som kom till under Finska kriget 1808–1809. Konventionen kom till efter att Georg Carl von Döbeln dragit tillbaka sina trupper från Åland i den 17 mars 1809 och en mindre rysk styrka förföljt svenskarna till Grisslehamn på det svenska fastlandet.
von Döbeln inledde förhandlingar med den ryske överbefälhavaren Bogdan von Knorring, och den 21 mars 1809 undertecknades stilleståndet. Konventionen stipulerade att ryska trupper inte fick beträda svensk jord och att ryssarna lämnade Åland. I gengäld lovade von Döbeln att Sverige inte skulle återbesätta Åland. von Knorring tog tacksamt emot erbjudandet då han inte ville utsätta sin armé för den risk som det innebar att gå in i Sverige. Den 25 mars lämnade ryssarna Åland.